# Segunda División B
Die Segunda División B (kurz 2ª B) war von 1977 bis 2021 die dritthöchste Spielklasse im Ligasystem des spanischen Fußballs. Sie wurde von der Real Federación Española de Fútbol geleitet und war semiprofessionell. Die höheren Spielklassen hießen Primera División und Segunda División; die nächstniedrigere Spielklasse war die Tercera División. Nach der Ligenreform 2021 wurde sie als dritthöchste Spielklasse durch die Primera División RFEF ersetzt, die Segunda División RFEF bildet die neue vierte Liga.

## Gliederung
Die dritte spanische Division wurde seit der Saison 1987/88 in vier regionalen Gruppen ausgetragen. In den ersten zehn Jahren (diese Liga wurde 1977 gegründet) wurde sie nur in zwei Gruppen eingeteilt. In jeder der vier Gruppen spielten 20 Mannschaften an 38 Spieltagen je zweimal gegeneinander.
Gruppe 1
Vereine aus Asturien, Kastilien und León, Galicien, La Rioja (1 Team), Kantabrien (1 Team) und der Region Murcia (1 Team).
Gruppe 2
Vereine aus Aragonien (1 Team), den Kanarischen Inseln (1 Team), Kastilien-La Mancha (2 Teams), der Region Madrid, Navarra und dem Baskenland.
Gruppe 3
Vereine aus Aragonien (1 Team), Katalonien, den Balearischen Inseln (2 Teams) und der Region Valencia.
Gruppe 4
Vereine aus Andalusien, Extremadura, Kastilien-La Mancha (1 Team), Melilla (1 Team) und der Region Murcia.
Die vier besten Vereine jeder Gruppe spielten Relegationsspiele gegeneinander, um vier Aufstiegsplätze in die Segunda División untereinander auszumachen. Dabei spielten zunächst die vier Gruppenersten in einer ersten Playoff-Runde (zwei Paarungen mit jeweils Hin- und Rückspiel) zwei direkte Aufsteiger aus. Die zwölf Zweit- bis Viertplatzierten spielten eine erste K.o.-Runde aus. Die sechs Sieger daraus und die beiden nicht-aufgestiegenen Erstplatzierten ermittelten nun in zwei weiteren K.o.-Runden die beiden weiteren Aufsteiger (immer Hin- und Rückspiele). Die zweiten Mannschaften eines Vereins konnten nicht aufsteigen, sollte sich die erste Mannschaft in der Liga darüber befinden. Sie traten ihren Relegationsplatz an den Fünft- (ggf. Sechst-, Siebtplatzierten etc.) ab. 
Die letzten vier Teams jeder Gruppe stiegen in die Tercera División ab. Wäre die erste Mannschaft eines Klubs abgestiegen, stieg die zweite Mannschaft dieses Teams automatisch ab, wenn sie sich in der unmittelbar darunter liegenden Liga befand.